# Wouter Biebauw
Wouter Biebauw (Deerlijk, 21 maggio 1984) è un ex calciatore belga, di ruolo portiere.

## Carriera
Ha esordito a livello professionistico nel Roeselare, squadra di Pro League (la massima serie belga); dopo tre stagioni è stato acquistato dal Mechelen, squadra a sua volta militante in Pro League. Il 2 febbraio 2015 viene annunciato il suo accordo con il Ostenda, con il quale inizia a giocare al termine della stagione 2014-2015.